# Sabine Constabel

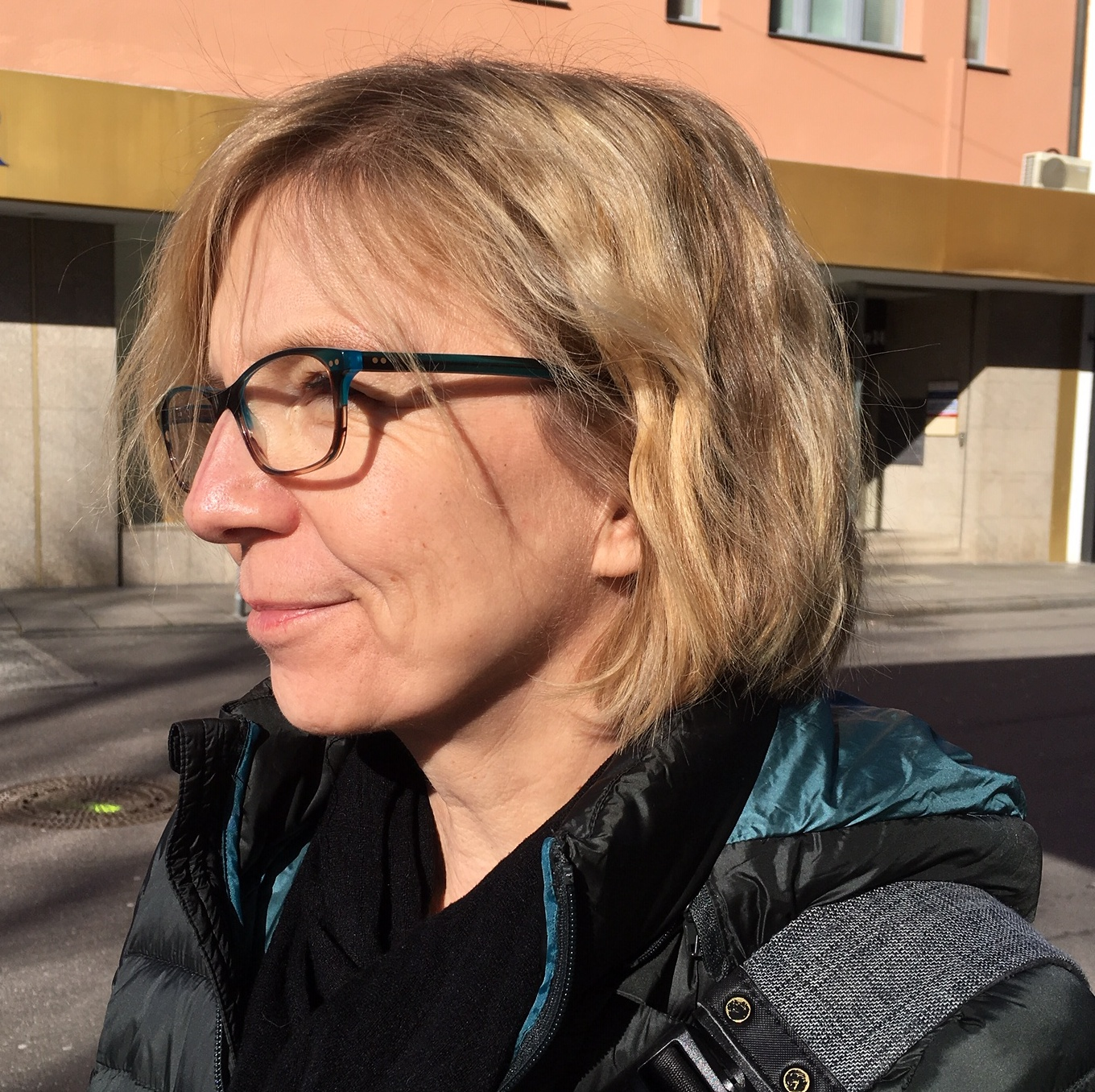
Sabine Constabel (2019)

Sabine Constabel (* 1959 in Esslingen) ist eine Sozialarbeiterin in Stuttgart. Sie setzt sich für die Rechte von Prostituierten ein und ist Gründungsmitglied und Vorsitzende des Vereins Sisters – für den Ausstieg aus der Prostitution! e. V.

## Tätigkeit
Sabine Constabel arbeitet seit den 1990er-Jahren als Sozialarbeiterin mit Prostituierten im Stuttgarter Leonhardsviertel. Seitdem macht sie öffentlich auf die Ausbeutung von Frauen in der Prostitution aufmerksam. Sie versucht, ein gesellschaftliches Bewusstsein dafür zu schaffen, dass es eine Menschenrechtsverletzung ist, Frauen als Ware in der Prostitution zu behandeln.
Sie hat bereits vor der Verabschiedung des Prostituiertengesetzes von 2002 vor der Liberalisierung der Prostitution gewarnt. Sie prangert an, dass das Prostitutionsgesetz (ProstG) von 2001 und das Prostituiertenschutzgesetz (ProstSchG) von 2017 die Bordelle und die Zuhälter gesellschaftlich akzeptabel mache, die dort ausgebeuteten Prostituierten aber allein lasse. Es würde nicht genügend kontrolliert, ob die vorgeschriebenen Schutzmechanismen für die Frauen ihnen auch wirklich zugutekommen. Constabel hatte vor Verabschiedung des Gesetzes in öffentlichen Anhörungen im Ausschuss für Recht und Verbraucherschutz des Deutschen Bundestages dazu Stellung genommen und kritisiert die Regelungen im Gesetz bis heute als ungenügend.
In Stuttgart initiierte Constabel konkrete Unterstützungsprojekte durch fachliche Vernetzung. So wurde der Stuttgarter Sozialdienst für Prostituierte zum Vorzeigemodell für ganz Deutschland.
Sie gründete 2015 zusammen mit Frauen in ihrem Umfeld den Verein Sisters e. V., der es sich zur Aufgabe gemacht hat, Prostituierten beim Ausstieg aus der Prostitution zu helfen. Außerdem fordert der Verein einen politischen Umdenkungsprozess und die Nachfrage durch ein Sexkaufverbot nach dem Nordischen Modell zu reduzieren. Zu diesem Zweck startete Sabine Constabel mit dem Verein Sisters e. V. und dem Landesfrauenrat Baden-Württemberg die Kampagne #ROTLICHTAUS.
Mittlerweile wird Constabel als Fachfrau auf ihrem Gebiet deutschlandweit von den Medien zum Thema Prostitution befragt, sie wird zu Talkshows zusammen mit hochrangigen Politikerinnen und Politikern eingeladen, hält Vorträge und berät die Politik.

## Auszeichnungen
2018 wurde Constabel mit dem Barbara-Künkelin-Preis ausgezeichnet.

## Veröffentlichungen
- Sabine Constabel: Happy Birthday, Karo, in: Emma, 24. November 2018
- Sabine Constabel: Die Prostitutionsindustrie braucht Zwangs- und Armutsprostituierte, in: The European. Das Debatten-Magazin, 21. April 2018.
- Rachel Moran: Was vom Menschen übrigbleibt. Die Wahrheit über Prostitution. Tectum Wissenschaftsverlag, Marburg 2015, ISBN 978-3-8288-3458-3 (Vorwort)